# L'Ennemie
L'Ennemie est une comédie en 3 actes d'Eugène Labiche, représentée pour la 1re fois à Paris au Théâtre du Vaudeville le 17 octobre 1871, collaborateur Delacour, publiée en 1871 chez Édouard Dentu

## Distribution
| Acteurs et actrices ayant créé les rôles |                   |
| Personnage                               | Acteur ou actrice |
| Repiquet                                 | M. Delannoy       |
| Valladon                                 | M. Parade         |
| Fifaret                                  | Saint-Germain     |
| Mongrol                                  | M. Colson         |
| Un employé de la banque                  | M. Fauvre         |
| Un commis de magasin                     | M. Moisson        |
| Un domestique                            | M. Bource         |
| Un garçon de café                        | M. Marty          |
| Clémence                                 | Mme Fargueil      |
| Blanche de la Bondrée                    | Mlle Bianca       |
| Berthe                                   | Mme Barataud      |
| Mirette                                  | Mme Nordmann      |
| Une bonne                                | Mme Dubut         |
| Louis, enfant                            | Mme Morand        |
| Léon, enfant                             | Mme Bource        |